# Арнштам Лев Оскарович
Ле́в О́скарович Арншта́м (відомий також як Л́ео Арншта́м; нар. 15 січня 1905, Катеринослав, Російська імперія — пом. 26 грудня 1979, Москва, СРСР) — радянський сценарист, кінорежисер. Народний артист РРФСР, лауреат Каннського кінофестивалю та двох Сталінських премій.

## Біографія та творчість
Лев Оскарович Арнштам народився 15 січня 1905 року в місті Катеринослав Російської імперії (нині Дніпро, Україна). Навчався спочатку в музичній школі при Петербурзькій консерваторії, а потім і в самій консерваторії. Закінчив її у 1923 році за класом фортепіано, віртуозно оволодівши технікою гри, став одним з найкращих випускників. Під час навчання познайомився з Дмитром Шостаковичем, дружив з ним до кінця життя, а також співпрацював у кіно — Шостакович написав музику до семи картин Арнштама. На початку кар'єри разом вони працювали таперами, забезпечуючи музичний супровід німим фільмам у кінотеатрах.
З 1922 року Лев Арнштам розпочав концертну діяльність, літературну — з 1923. У 1924—1927 роках завідував музичною частиною Театру ім. Всеволода Мейєрхольда, був автором музичного оформлення вистав у московському театрі «Современник» та у ленінградському Держнардомі (колишньому Народному домі ім. Імператора Миколи II). Тоді ж, на початку 20-х років, він одружився з дочкою Всеволода Мейєрхольда — Іриною, майбутньою актрисою, але їх шлюб був дуже нетривалим.
У 1929 Арнштама запросили на кіностудію «Ленфільм», спочатку як фахівця зі звукового та шумового супроводу — звукооператора. Це були роки становлення звукового кіно і незабаром Лев Оскарович став звукорежисером одних з перших фільмів зі звуком, створених на Ленфільмі: «Наперекір усьому!» (1930), «Злоті гори» (1931), «Одна» (1931).
Новим етапом у професійній діяльності Арнштама стала робота над картиною «Зустрічний» (1932), у постановці якої він взяв участь і як режисер (спільно з Фрідріхом Ермлером та Сергієм Юткевичем), і як автор сценарію. У 1936 році Лев Оскарович поставив фільм за власним сценарієм — «Подруги», який був схвально сприйнятий глядачами та став класикою радянського кіно. На Ленфільмі Лев Арнштам працював до 1942 року і випустив тут ще декілька картин: «Анкара — серце Туреччини» (1934), «Друзі» (1938), «Випадок на телеграфі» — Бойова кінозбірка №2 (1941), «Чапаєв з нами» (1941).
1944 року на кіностудії «Союздетфільм» Арнштам випускає фільм «Зоя» про боротьбу партизанів Підмосков'я в роки німецько-радянської війни та партизанку-диверсантку Зою Космодем'янську. Роль Зої стала дебютом у кіно для Галини Водяницької (в майбутньому дружини Арнштама), за неї у 1946 році акторка була нагороджена Сталінською премією I ступеня. Фільм став дебютом ще для одного відомого актора — Олексія Баталова, який зіграв епізодичну роль школяра Альоші. Стрічка стала лідером прокату у 1944 році — 3 місце, 21.87 мільйонів глядачів, а 1946 року її було номіновано на здобуття Ґран-прі Каннського кінофестивалю. На батьківщині, крім Водяницької, за роботу над картиною Сталінську премію I ступеня отримали також оператор Олександр Шеленков і Лев Арнштам, як режисер.
У 1945 році Лев Оскарович починає працювати на кіностудії «Мосфільм». Його наступна робота — біографічний фільм «Глінка» (1946) про життя та творчість композитора Михайла Глінки, знову високо оцінюється критиками і глядачами: у 1947 році картину номіновано на здобуття Золотого лева Венеційського кінофестивалю, Арнштам нагороджений Сталінською премією II ступеня.
У 1950—1951 роках режисер працює над фільмом з робочою назвою «Підпалювачі війни» про болгарського комуніста Георгія Димитрова та Лейпцизький процес, але через численні ідеологічні перевірки та узгодження, виробництво значно затягнулося і картина вийшла на екрани лише у 1957 році, до того ж зі значними відмінностями від попереднього задуму Арнштама, у співавторстві з болгарською кіностудією «Бояна» і під іншою назвою — «Урок історії».
Ще однією відомою роботою Лео Оскаровича став фільм-вистава «Ромео та Джульєтта» (1955), на основі балету Сергія Прокоф'єва, за однойменною трагедією Вільяма Шекспіра. У зйомках взяли участь балетна трупа та оркестр Большого театру СРСР. У 1955 році на Каннському кінофестивалі картина перемогла у номінації Найкращий ліричний фільм та номінувалася на здобуття Золотої пальмової гілки, а також, окрім інших спеціальних відзнак, отримала нагороду Дурбанського міжнародного кінофестивалю (1955).
Тоді ж Лев Арнштам опановує нову для того часу професію — художнього керівника фільмів, у картинах «Безсмертний гарнізон» (1956), «Пошехонська старовина» (1975). 1960 року знімає фільм про другу світову війну — «П'ять днів, п'ять ночей», спільно з німецькою кіностудією «ДЕФА». У 1961 році — член журі Венеційського кінофестивалю. Пише сценарій до ще одного фільму-балету — «Секрет успіху» (1964).
У 1959 році з Ленінграду до Москви, після смерті чоловіка, режисера Сергія Васильєва, повернулася Галина Водяницька. Через деякий час вони з Арнштамом одружилися.
Фільм «Софія Перовська» (1967) про революціонерку Перовську Софію став останнім у доробку режисера і сценариста Лео Арнштама. У 1968 році помер Іван Олександрович Пир'єв, Лев Оскарович змінив його на посаді керівника Другого творчого об'єднання «Луч» кіностудії «Мосфільм» і, відтепер, весь свій час, до останніх днів життя, присвятив цій роботі. У 1969 році Арнштаму було присвоєно звання Народного артиста РРФСР.
Лев Оскарович помер 26 грудня 1979 року, в Москві, похований на Кунцевському кладовищі.

## Фільмографія
| Рік  | Назва картини                                | Звукорежисер | Режисер | Сценарист |
| ---- | -------------------------------------------- | ------------ | ------- | --------- |
| 1930 | Наперекір усьому! (короткометражний)         | •            |         |           |
| 1931 | Злоті гори                                   | •            |         |           |
| 1931 | Одна                                         | •            |         |           |
| 1932 | Зустрічний                                   |              | •       | •         |
| 1934 | Анкара — серце Туреччини (документальний)    |              | •       | •         |
| 1936 | Подруги                                      |              | •       | •         |
| 1938 | Друзі                                        |              | •       | •         |
| 1941 | Випадок на телеграфі — Бойова кінозбірка № 2 |              | •       | •         |
| 1941 | Чапаєв з нами (короткометражний)             |              |         | •         |
| 1944 | Зоя                                          |              | •       | •         |
| 1946 | Глінка                                       |              | •       | •         |
| 1955 | Ромео та Джульєтта (фільм-вистава)           |              | •       | •         |
| 1957 | Урок історії                                 |              | •       | •         |
| 1960 | П'ять днів, п'ять ночей                      |              | •       | •         |
| 1964 | Секрет успіху (фільм-балет)                  |              |         | •         |
| 1967 | Софія Перовська                              |              | •       | •         |

## Нагороди та відзнаки
- Сталінська премія I ступеня (1946) — за фільм «Зоя» (1944)
- Сталінська премія II ступеня (1947) — за фільм «Глінка» (1946)
- Премія Каннського кінофестивалю (1955), номінація Найкращий ліричний фільм — за фільм «Ромео та Джульєтта» (1955)
- Звання Народного артиста РРФСР (1969)
- Орден «Знак Пошани»